# Air Joman Baru
Air Joman Baru is een bestuurslaag in het regentschap Asahan van de provincie Noord-Sumatra, Indonesië. Air Joman Baru telt 4281 inwoners (volkstelling 2010).